# Podzapusty
Podzapusty – część wsi Łazy w Polsce położona w województwie małopolskim, w powiecie krakowskim, w gminie Jerzmanowice-Przeginia.
W latach 1975–1998 Podzapusty należały administracyjnie do województwa krakowskiego.